# Жуковский район (Калужская область)
Жу́ковский район — административно-территориальная единица (район) и муниципальное образование (муниципальный район) в Калужской области России.
Административный центр — город Жуков.

## География
Район расположен на северо-востоке Калужской области, граничит с Боровским, Малоярославецким и Тарусским районами и городским округом Обнинск Калужской области, с Серпуховским и Чеховским районами Московской области, а также с Роговским поселением Троицкого административного округа города Москвы. Площадь — 1360 км² (7-е место среди районов).
Основные реки — Протва, Истья, Нара.

## История
Образован 12 июля 1929 года как Угодско-Заводский район в составе Калужского округа Московской области на территории Угодско-Заводской и части Боровской волостей Малоярославецкого уезда Калужской губернии. В состав района вошли следующие сельсоветы:
- из Боровской волости: Воробьёвский, Машковский, Романовский,
- из Угодско-Заводской волости: Белоусовский, Болотский, Величковский, Грачевский, Дубровский, Ильинский, Корсаковский, Кривошеинский, Луканинский, Марфинский, Овчинниковский, Рыжковский, Тарутинский, Троицкий, Трубинский, Трясский, Угодско-Заводский, Федоровский, Чериковский, Чубаровский.

20 мая 1930 года из Малоярославецкого района в Угодско-Заводский был передан Тимохинский с/с.
29 января 1932 года Романовский сельсовет был передан из Угодско-заводского района в состав Наро-Фоминского района.
5 июля 1944 года Угодско-Заводский район передан во вновь образованную Калужскую область.
31 июля 1959 года к Угодско-Заводскому району был присоединён Высокиничский район.
В 1963—1966 годах район был упразднён, его территория входила в состав Малоярославецкого района.
Указом Президиума Верховного Совета РСФСР от 30 декабря 1966 года Угодско-Заводский район восстановлен, а 24 сентября 1974 года переименован в Жуковский район.

## Население
| 1931    | 1939    | 1959    | 1970    | 1979    | 1989    | 2002    | 2009    | 2010    |
| ------- | ------- | ------- | ------- | ------- | ------- | ------- | ------- | ------- |
| 21 717  | ↘21 513 | ↗29 766 | ↗32 568 | ↗34 109 | ↗45 940 | ↗46 180 | ↘45 400 | ↗48 999 |
| 2011    | 2012    | 2013    | 2014    | 2015    | 2016    | 2017    | 2018    | 2019    |
| ↘48 878 | ↘48 338 | ↘48 323 | ↗48 423 | ↗49 571 | ↗50 563 | ↗51 924 | ↗53 081 | ↗53 292 |
| 2020    | 2021    |         |         |         |         |         |         |         |
| ↗54 078 | ↗62 370 |         |         |         |         |         |         |         |

### Урбанизация
Городское население (города Белоусово, Жуков, Кремёнки и пгт Городок) составляет 61,45 % населения района.

### Национальный состав
По итогам переписи населения 2020 года проживали следующие национальности (национальности менее 0,1 % и другое, см. в сноске к строке «Другие»):
| Национальность | Численность, чел. | Доля     |
| -------------- | ----------------- | -------- |
| Русские        | 50 596            | 81,12 %  |
| Таджики        | 3867              | 6,20 %   |
| Армяне         | 1060              | 1,70 %   |
| Узбеки         | 840               | 1,35 %   |
| Украинцы       | 617               | 0,99 %   |
| Татары         | 316               | 0,51 %   |
| Азербайджанцы  | 314               | 0,50 %   |
| Молдаване      | 312               | 0,50 %   |
| Цыгане         | 252               | 0,40 %   |
| Мордва         | 154               | 0,25 %   |
| Белорусы       | 117               | 0,19 %   |
| Грузины        | 92                | 0,15 %   |
| Гагаузы        | 63                | 0,10 %   |
| Другие         | 3770              | 6,04 %   |
| Итого          | 62 370            | 100,00 % |

## Административное деление
Жуковский район в рамках административно-территориального устройства включает 15 административно-территориальных единиц: 3 города, 8 сёл, 4 деревни. В рамках организации местного самоуправления муниципальный район делится на 15 муниципальных образований, в том числе 3 городских и 12 сельских поселений.
| №        | Муниципальное образование | Административный центр  | Количество населённых пунктов | Население (чел.) | Площадь (км²) |
| -------- | ------------------------- | ----------------------- | ----------------------------- | ---------------- | ------------- |
| 1e-06    | Городские поселения:      |                         |                               |                  |               |
| 1        | Город Белоусово           | город Белоусово         | 2                             | ↗11 021          | 2,27          |
| 2        | Город Жуков               | город Жуков             | 1                             | ↘15 656          | 20,00         |
| 3        | Город Кремёнки            | город Кремёнки          | 1                             | ↘11 637          | 1,48          |
| 3.000002 | Сельские поселения:       |                         |                               |                  |               |
| 4        | Деревня Верховье          | деревня Верховье        | 18                            | ↗5226            | 6,79          |
| 5        | Деревня Корсаково         | деревня Корсаково       | 10                            | ↗847             | 20,22         |
| 6        | Деревня Тростье           | деревня Тростье         | 9                             | ↗653             | 4,20          |
| 7        | Деревня Чубарово          | деревня Чубарово        | 8                             | ↗1113            | 3,22          |
| 8        | Село Восход               | село санатория «Восход» | 2                             | ↗1349            | 1,07          |
| 9        | Село Высокиничи           | село Высокиничи         | 27                            | ↗2761            | 5,42          |
| 10       | Село Истье                | село Истье              | 11                            | ↗1690            | 7,14          |
| 11       | Село Совхоз Победа        | село Совхоз «Победа»    | 12                            | ↗1137            | 3,19          |
| 12       | Село Совхоз Чаусово       | село Совхоз «Чаусово»   | 14                            | ↘939             | 5,74          |
| 13       | Село Тарутино             | село Тарутино           | 17                            | ↗4650            | 4,58          |
| 14       | Село Троицкое             | село Троицкое           | 26                            | ↗1943            | 9,12          |
| 15       | Село Трубино              | село Трубино            | 16                            | ↗1117            | 5,38          |

## Населённые пункты
В Жуковском районе 174 населённых пункта, в том числе 3 городских (все 3 — города) и 171 сельский.
| №   | Населённый пункт          | Тип     | Население | Муниципальное образование |
| --- | ------------------------- | ------- | --------- | ------------------------- |
| 1   | Агафьино                  | деревня | ↘10       | Село Тарутино             |
| 2   | Азарово                   | деревня | →0        | Село Совхоз Чаусово       |
| 3   | Акатово                   | деревня | ↗35       | Село Истье                |
| 4   | Александровка             | деревня | ↘6        | Село Высокиничи           |
| 5   | Александровка             | деревня | ↘2        | Село Совхоз Победа        |
| 6   | Алешинка                  | деревня | ↗30       | Город Белоусово           |
| 7   | Алопово                   | деревня | ↗29       | Село Совхоз Победа        |
| 8   | Алтухово                  | деревня | ↘27       | Село Совхоз Чаусово       |
| 9   | Арефьево                  | деревня | ↘7        | Село Троицкое             |
| 10  | Базовка                   | деревня | ↘2        | Село Высокиничи           |
| 11  | Баранцево                 | деревня | ↗6        | Село Совхоз Чаусово       |
| 12  | Барсуки                   | деревня | ↗270      | Деревня Тростье           |
| 13  | Белоусово                 | город   | ↗10 980   | Город Белоусово           |
| 14  | Болотское                 | деревня | ↗3        | Деревня Верховье          |
| 15  | Большое Леташово          | деревня | ↘1        | Село Истье                |
| 16  | Бор                       | село    | ↗21       | Село Троицкое             |
| 17  | Борисково                 | деревня | ↘13       | Деревня Корсаково         |
| 18  | Буриново                  | село    | ↘13       | Деревня Тростье           |
| 19  | Буриновское лесничество   | деревня | ↘10       | Деревня Тростье           |
| 20  | Бухловка                  | деревня | ↘310      | Деревня Чубарово          |
| 21  | Величково                 | деревня | ↗110      | Деревня Верховье          |
| 22  | Верхнее Судаково          | деревня | ↗1        | Село Троицкое             |
| 23  | Верхние Колодези          | деревня | ↘3        | Село Тарутино             |
| 24  | Верхняя Вязовня           | деревня | ↗12       | Село Троицкое             |
| 25  | Верховье                  | деревня | ↘716      | Деревня Верховье          |
| 26  | Волынцы                   | деревня | ↘1        | Село Высокиничи           |
| 27  | Воробьи                   | деревня | ↘240      | Село Истье                |
| 28  | Воронино                  | деревня | ↗4        | Село Троицкое             |
| 29  | Воронцовка                | деревня | →0        | Село Троицкое             |
| 30  | Высокиничи                | село    | ↘1792     | Село Высокиничи           |
| 31  | Глинищи                   | деревня | →0        | Село Троицкое             |
| 32  | Глубокий Овраг            | деревня | →2        | Село Трубино              |
| 33  | Глядово                   | деревня | ↘0        | Деревня Корсаково         |
| 34  | Горки                     | деревня | →2        | Село Тарутино             |
| 35  | Горнево                   | деревня | ↘14       | Село Высокиничи           |
| 36  | Городенка                 | деревня | ↘4        | Село Трубино              |
| 37  | Городок                   | посёлок | ↘55       | Село Истье                |
| 38  | Горяново                  | деревня | ↗2        | Село Совхоз Чаусово       |
| 39  | Гостешево                 | село    | ↘31       | Село Троицкое             |
| 40  | Грачевка                  | деревня | ↗158      | Село Истье                |
| 41  | Гремячево                 | деревня | →0        | Деревня Корсаково         |
| 42  | Грибовка                  | деревня | ↗21       | Село Высокиничи           |
| 43  | Дадровка                  | деревня | ↗3        | Село Высокиничи           |
| 44  | Дедня                     | деревня | →0        | Село Тарутино             |
| 45  | Доброе                    | деревня | ↘102      | Деревня Верховье          |
| 46  | Дубровка                  | деревня | →3        | Село Трубино              |
| 47  | Дураково                  | деревня | ↘0        | Село Трубино              |
| 48  | Дурово                    | деревня | ↗22       | Село Совхоз Чаусово       |
| 49  | Екатериновка              | деревня | →15       | Село Троицкое             |
| 50  | Ершово                    | деревня | →23       | Село Троицкое             |
| 51  | Жуков                     | город   | ↘15 656   | Город Жуков               |
| 52  | Жуково                    | деревня | ↘3        | Село Тарутино             |
| 53  | Заворово                  | деревня | ↘40       | Село Совхоз Чаусово       |
| 54  | Зыбаловка                 | деревня | ↘0        | Село Высокиничи           |
| 55  | Ивановское                | село    | ↘30       | Село Высокиничи           |
| 56  | Ивашковичи                | деревня | ↘24       | Село Трубино              |
| 57  | Ильинское                 | село    | ↘40       | Село Высокиничи           |
| 58  | Инино                     | деревня | →0        | Деревня Чубарово          |
| 59  | Истье                     | село    | ↘27       | Село Истье                |
| 60  | Ишутино                   | деревня | ↘20       | Село Троицкое             |
| 61  | Казаново                  | деревня | ↘0        | Село Троицкое             |
| 62  | Калинино                  | деревня | →0        | Село Троицкое             |
| 63  | Каньшино                  | деревня | ↘1        | Село Высокиничи           |
| 64  | Караулово                 | деревня | ↗253      | Село Троицкое             |
| 65  | Карпово                   | деревня | ↗1        | Село Высокиничи           |
| 66  | Кислино                   | деревня | ↘1        | Село Троицкое             |
| 67  | Колесниково               | деревня | ↘23       | Деревня Верховье          |
| 68  | Колышево                  | деревня | ↘41       | Село Троицкое             |
| 69  | Комарово                  | деревня | ↘4        | Деревня Тростье           |
| 70  | Корсаково                 | деревня | ↘273      | Деревня Корсаково         |
| 71  | Костинка                  | деревня | ↘7        | Деревня Верховье          |
| 72  | Кремёнки                  | город   | ↘11 637   | Город Кремёнки            |
| 73  | Кривошеино                | деревня | ↗155      | Деревня Верховье          |
| 74  | Кувшиново                 | деревня | ↘18       | Село Трубино              |
| 75  | Курилово                  | село    | ↘52       | Село Тарутино             |
| 76  | Кутепово                  | деревня | ↘7        | Село Трубино              |
| 77  | Лаптевка                  | деревня | ↘2        | Село Трубино              |
| 78  | Лопатинка                 | деревня | ↗1        | Село Высокиничи           |
| 79  | Лопатино                  | деревня | ↘9        | Село Совхоз Чаусово       |
| 80  | Луканино                  | деревня | ↘6        | Село Трубино              |
| 81  | Лыково                    | деревня | ↗27       | Деревня Верховье          |
| 82  | Любицы                    | деревня | →37       | Деревня Верховье          |
| 83  | Лябинка                   | деревня | ↘1        | Село Высокиничи           |
| 84  | Макарово                  | деревня | ↘10       | Деревня Тростье           |
| 85  | Макарово                  | деревня | ↘2        | Село Тарутино             |
| 86  | Макаровское лесничество   | деревня | ↘24       | Деревня Тростье           |
| 87  | Малая Росляковка          | деревня | →21       | Деревня Верховье          |
| 88  | Маринки                   | деревня | ↘3484     | Село Тарутино             |
| 89  | Марфино                   | деревня | ↘3        | Село Тарутино             |
| 90  | Марьино                   | деревня | →4        | Село Высокиничи           |
| 91  | Марьино                   | деревня | ↘2        | Село Тарутино             |
| 92  | Машково                   | деревня | ↗42       | Село Совхоз Победа        |
| 93  | Мелихово                  | деревня | ↘1        | Село Тарутино             |
| 94  | Меркульево                | деревня | ↘0        | Село Трубино              |
| 95  | Миньково                  | деревня | ↘7        | Село Истье                |
| 96  | Митино                    | деревня | ↘12       | Село Тарутино             |
| 97  | Михайловка                | деревня | ↘18       | Деревня Верховье          |
| 98  | Молчановские Хутора       | деревня | ↘2        | Село Тарутино             |
| 99  | Нара                      | деревня | ↗69       | Деревня Чубарово          |
| 100 | Неботово                  | деревня | ↘2        | Село Троицкое             |
| 101 | Нестеровка                | деревня | ↘0        | Село Высокиничи           |
| 102 | Нижнее                    | село    | ↘7        | Деревня Корсаково         |
| 103 | Нижнее Судаково           | деревня | ↘12       | Село Троицкое             |
| 104 | Нижняя Вязовня            | деревня | ↗28       | Село Троицкое             |
| 105 | Никольские хутора         | деревня | ↗19       | Деревня Чубарово          |
| 106 | Никольское                | село    | ↘7        | Деревня Чубарово          |
| 107 | Никоново                  | деревня | ↗28       | Село Высокиничи           |
| 108 | Новая Слобода             | деревня | ↘275      | Село Высокиничи           |
| 109 | Новоселки                 | деревня | ↗100      | Село Троицкое             |
| 110 | Оболенское                | село    | ↘57       | Село Высокиничи           |
| 111 | Овчинино                  | деревня | ↘10       | Село Высокиничи           |
| 112 | Огубь                     | деревня | ↘36       | Деревня Верховье          |
| 113 | Окороково                 | деревня | ↗15       | Деревня Верховье          |
| 114 | Ольхово                   | деревня | ↘1        | Деревня Корсаково         |
| 115 | Ореховка                  | деревня | ↘0        | Село Истье                |
| 116 | Орехово                   | деревня | ↘11       | Деревня Корсаково         |
| 117 | Орион                     | деревня | 16        | Деревня Чубарово          |
| 118 | Остров                    | село    | ↗85       | Село Троицкое             |
| 119 | Павловка                  | деревня | ↘4        | Село Троицкое             |
| 120 | Пантелеевка               | деревня | ↘9        | Село Совхоз Победа        |
| 121 | Папино                    | деревня | ↗175      | Деревня Чубарово          |
| 122 | Парк Птиц                 | хутор   |           | Село Совхоз Победа        |
| 123 | Передоль                  | деревня | ↘22       | Деревня Верховье          |
| 124 | Пионерлагерь «Метростроя» | деревня | ↘71       | Село Совхоз Победа        |
| 125 | Подчервино                | деревня | ↘2        | Село Трубино              |
| 126 | Покров                    | село    | ↘5        | Деревня Тростье           |
| 127 | Поливановка               | деревня | ↘12       | Деревня Верховье          |
| 128 | Потесниково               | деревня | ↗4        | Село Троицкое             |
| 129 | Пурсовка                  | деревня | →3        | Село Трубино              |
| 130 | Раденки                   | деревня | ↗7        | Село Троицкое             |
| 131 | Рождествено               | деревня |           | Деревня Корсаково         |
| 132 | Рыжково                   | деревня | ↘8        | Село Тарутино             |
| 133 | санатория «Восход»        | село    | ↗1319     | Село Восход               |
| 134 | Семеновское               | деревня | →0        | Село Совхоз Чаусово       |
| 135 | Скуратово                 | деревня | →2        | Село Совхоз Победа        |
| 136 | Собакино                  | деревня | ↘2        | Село Истье                |
| 137 | Совхоз «Победа»           | село    | ↗492      | Село Совхоз Победа        |
| 138 | Совхоз «Чаусово»          | село    | ↘0        | Село Совхоз Чаусово       |
| 139 | Софьинка                  | деревня | →2        | Село Совхоз Победа        |
| 140 | Спас-Прогнанье            | село    | ↗3        | Село Совхоз Победа        |
| 141 | Стехино                   | деревня | ↗3        | Село Высокиничи           |
| 142 | Стрелковка                | деревня | ↘51       | Деревня Верховье          |
| 143 | Ступинка                  | деревня | ↗31       | Деревня Верховье          |
| 144 | Сухоносово                | деревня | ↘3        | Село Тарутино             |
| 145 | Тайдашево                 | деревня | ↗11       | Село Совхоз Победа        |
| 146 | Тарутино                  | село    | ↘496      | Село Тарутино             |
| 147 | Татарское                 | деревня | ↘7        | Село Совхоз Чаусово       |
| 148 | Тереховское               | деревня | ↘0        | Село Совхоз Победа        |
| 149 | Терники                   | деревня | →0        | Село Истье                |
| 150 | Тимашово                  | деревня | ↘14       | Село Высокиничи           |
| 151 | Тимохино                  | деревня | →0        | Село Высокиничи           |
| 152 | Тиньково                  | село    | ↘56       | Село Высокиничи           |
| 153 | Тишково                   | деревня | →2        | Село Совхоз Чаусово       |
| 154 | Троица                    | деревня | ↘5        | Село Тарутино             |
| 155 | Троицкое                  | село    | ↗721      | Село Троицкое             |
| 156 | Тростье                   | деревня | ↘292      | Деревня Тростье           |
| 157 | Трояново                  | деревня | ↘4        | Деревня Тростье           |
| 158 | Трубино                   | село    | ↗776      | Село Трубино              |
| 159 | Трясь                     | деревня | ↘179      | Деревня Верховье          |
| 160 | Тяпкино                   | деревня | →0        | Село Высокиничи           |
| 161 | Успенские Хутора          | деревня | ↘1        | Деревня Корсаково         |
| 162 | Фатеево                   | деревня | ↘6        | Село Трубино              |
| 163 | Федоровское               | село    | →18       | Село Трубино              |
| 164 | Филипповка                | деревня | ↘0        | Село Высокиничи           |
| 165 | Хозниково                 | деревня | →0        | Село Совхоз Чаусово       |
| 166 | Храпеево                  | деревня | ↗4        | Село Трубино              |
| 167 | Чаусово                   | деревня | ↘0        | Село Совхоз Чаусово       |
| 168 | Чериково                  | деревня | ↗19       | Село Истье                |
| 169 | Чёрная Грязь              | деревня | ↗100      | Село Восход               |
| 170 | Чернишня                  | деревня | ↘6        | Деревня Корсаково         |
| 171 | Чубарово                  | деревня | ↗130      | Деревня Чубарово          |
| 172 | Шабаново                  | деревня | ↘0        | Село Совхоз Чаусово       |
| 173 | Шопино                    | деревня | ↗24       | Село Троицкое             |
| 174 | Щиглево                   | деревня | ↘5        | Село Высокиничи           |

Новые населённые пункты
- В 2015 году образован новый населённый пункт — хутор Парк Птиц[33][34];
- В 2023 году образован новый населённый пункт — деревня Рождествено[35][36].

Изменения типа
В декабре 2022 года посёлок городского типа Городок был отнесён к сельским населённым пунктам.
Переименования
- Деревня Гнилищи переименована в Глинищи.
- В 2014 году Законодательное Собрание Калужской области одобрило переименование деревни Никольские хутора в деревню Никольские дворы. Теперь окончательное решение должно принять Правительство РФ[38].

Переподчинения
В конце 2018 года в связи с изменением границы между городским поселением Город Белоусово и сельским поселением Деревня Верховье деревня Алешинка была переподчинена городскому поселению Город Белоусово.
Упразднения
- В декабре 2012 — январе 2013 гг. упразднено село Истьинское Отделение путём включения в село Истье[40][41].
- В 2021 году упразднены деревни: Дроздово[42] и Уткино[43].

## Экономика
- Жуково-Воробьёвский молочный завод
- Белоусовская птицефабрика
- Калужский научно-исследовательский радиотехнический институт
- Калужский завод радиотехнической аппаратуры
- Первое место в Калужской области по количеству сельхозугодий, переданных под СНТ.

## Транспорт
По территории района проходят трассы А101, A108, М3, автодорога Белоусово — Серпухов.

## Достопримечательности
- Мемориальный комплекс Г. К. Жукова в д. Стрелковка (родной деревни полководца)
- Музей Жукова в городе Жукове
- Военно-исторический музей «Кремёнки»
- Памятник и музей на месте Тарутинского боя 1812 года
- Парк птиц «Воробьи»
- Усадьба Воронцовой-Дашковой
- Санаторий «Вятичи»
- Арт-пространство МуМу «Художественный МУзей МУсора»

## Люди, связанные с районом
- Блинов, Михаил Александрович (1909—1993) — советский военный деятель, Генерал-лейтенант (1958 год).
- Горобцов, Виктор Васильевич (1942—2020) — советский и российский сельскохозяйственник, председатель колхоза имени Ленина.
- Гурьянов Михаил Алексеевич (1903-1941) — советский партийный деятель, председатель Угодско-Заводского райисполкома, участник Великой Отечественной войны, комиссар партизанского отряда, действовавшего на временно оккупированной территории Калужской области, Герой Советского Союза.
- Жуков, Георгий Константинович (1896—1974) — выдающийся советский военачальник, Маршал Советского Союза (1943), министр обороны СССР (1955—1957).
- Чебышёв, Пафнутий Львович (1821—1894) — русский математик и механик.